# آبراهام اسمیت (بازیکن فوتبال)
آبراهام اسمیت (انگلیسی: Abraham Smith؛ ۱۷ دسامبر ۱۹۱۰ – ۱۹۷۴ (۶۳−۶۴ سال)) بازیکن فوتبال اهل بریتانیا بود.
از باشگاه‌هایی که در آن بازی کرده‌است می‌توان به باشگاه فوتبال پورتسموث و باشگاه فوتبال منزفیلد تاون اشاره کرد.